# Christian Solinas
Christian Solinas (n. 2 decembrie 1976, Cagliari, Sardinia, Italia) este un politician italian.